# インターナショナルトレーニングインコミュニケーション
インターナショナル トレーニング イン コミュニケーション（International Training in Communication,ITC）は、国際的な組織を持つリーダーシップ養成のための教育・訓練、とくにスピーチ表現技術や議事法を実地に練習することを目的とした友好団体である。英語を使用言語とするクラブと日本語を使用言語とするクラブとに別けられるが、政治・経済・国籍・宗教・性別・年齢を問わない。

## 歴史
アメリカサンフランシスコの「トーストマスターズクラブ」にヒントを得て、1938年にアーネスティン・ホワイトらにより「インターナショナル・トーストミストレスクラブ」という女性たちのためのクラブが創立された。ミストレスとは、男性詞のマスターに見合う女性詞である。目的はトーストマスターズクラブとほぼ同じで、議事法を学び、スピーチの構成の学習に取り組み建設的な批評も行うことである。宗教、人種、経済、社会、政治のどれにも偏見を持たず、自由な討論を目指し、さらに未来には国際組織を作るという大きな展望を持っていた。信条としては、口頭表現の技術と指導力の向上を目指し、責任を持って社会に貢献するという一貫したもので、それが人々に支持されて組織は成長し、1年後には米国の中西部にかけて20のクラブが次々に設立された。8年後にはカナダで、その2年後スコットランドで最初のクラブが結成され、以後オーストラリア、ニュージーランド、アフリカ等世界の各地に増え続けた。
テキサス州ダラスの第43回年次大会において、名称が現在のITC「インターナショナル トレーニング イン コミュニケーション」に変更された。現在ITCの目玉になっている「スピーチコンテスト」は、第4回年次大会から開始された。ITCへの興味は全世界に広がり、急速な会員の増加に伴って、1960年オーストラリアで北米以外の場所で初めてリージョン（地域）制が作られた。それ以後20年の間にイギリス、ニュージーランド、アフリカそして日本に相次いでリージョンが出来た。

## 会員
最初、女性だけのクラブであったが、近年では男性会員も受入れるようになった。入会についての年齢制限は無いが、多くが中・高年齢層により構成されている。

## 世界のITC
2008年現在、世界のITC会員はおよそ5000人。うち日本がもっとも多く、84クラブ、1400人。特筆すべきは、ITCには国際本部というようなものが無く、委託した事務局がニュージーランドにあり、そこが全世界のITC各クラブへの通信を代行している。組織タクソンは、クラブ→カウンスル→リージョン→デイビジョン→ITC。

## 日本のITC
日本におけるITCは、米軍第5空軍司令本部が駐屯していた関係から、その空軍将校の夫人達によって1949年、名古屋に於いて初めて作られ、名称は「国際トースト ミストレスクラブ」であった。日本人の会員は、県知事夫人、市長夫人、財界のトップレベルの夫人方、教授夫人、キャリアウーマンらで、米国人は空軍司令部の高官夫人たちであった。関西では1965年に阪神クラブが設立され、1978年に大阪クラブが創立された。現在、日本にあるクラブは、84クラブ⇒8カウンスル（＋無所属クラブ1）で、日本リージョンを構成している。

## 特色
比較的柔軟に会則などを変更するが、そのため往々にクラブ・会員内部で誤解を生むことがある。例えば、最近の例として下記のような決議がなされたこともある。
ITC日本リージョン第26期（2007 - 2008）決議　「パワートークインターナショナル」の名称は、2007年世界大会に於いて国際役員会から、ブランド名として発表されたもので、会則上、組織名はITCであるにも拘らず、今期の入会申込用紙、スピーチコンテストの規則と任務等に於いて、ブランド名の域を、あたかも組織名であるかのように「パワートークインターナショナル会員」「パワートークインターナショナル役員」等と変更されているのは不当であるので、国際役員会のこのような「パワートークインターナショナル」の名称の使い方に対して日本リージョンは懸念を表明し、この組織の中心理念は、ITC宣誓にあるとおり、パワートークだけではなく、コミュニケーション技術の習得にあるものと主張することを決議し、ITC日本は今後も「ITCインターナショナルトレーニングインコミュニケーション」の正式団体名の下に活動すること、を決議する。